# Perdita multiflorae
Perdita multiflorae is een vliesvleugelig insect uit de familie Andrenidae. De wetenschappelijke naam van de soort is voor het eerst geldig gepubliceerd in 1988 door Parker.